# Volley-Ball La Rochette
Maillots
Volley-Ball La Rochette est un club majoritairement féminin de volley-ball français qui a évolué au premier niveau national (Pro F devenu Ligue A Féminine) et évoluant actuellement en Nationale 3.

## Historique
Le club est fondé en 1960 en tant que section volley-ball du club omnisports de l'Association sportive rochettoise (ASR). La Rochette gagne son premier titre de champion de Seine-et-Marne en 1970. En 1986, elle accède en championnats nationaux (N3) et joue parmi l'élite (PRO-A) pour la première fois en 1995. Le club se qualifie pour la première fois en coupes d'Europe en 2000.
La décision de la Communauté d'agglomération Melun Val de Seine, qui versait 330 000 € de subvention au club, d'arrêter de subventionner le sport de haut niveau a contraint le club à déclarer forfait général pour la saison 2009 - 2010, et seule l'équipe évoluant en régionale 1 a été conservée.
Le club a été placé en liquidation judiciaire par décision du Tribunal de Grande instance de Melun en novembre 2009. Le club est refondé sous le nom de Volley-ball La Rochette et remonte en Nationale 2 lors de saison 2013-2014. 

## Palmarès
- Championnat de France
  - Finaliste :  2004 et 2006
    - Troisième: 2000,2001, 2002,  2005
- Championnat de France féminin N1B : 
  - Vainqueur :1996 et 1998
- Coupe de France
  - Finaliste :  2005, 2007

Le club a également disputé 28 matchs de Coupe d'Europe entre 2000 et 2007, dont un quart de finale de Coupe de la CEV en 2002 (it).

## Effectifs

### Saison 2009-2010 (Forfait général à une semaine du début du championnat)
Entraîneur : Sébastien Martin  France ; entraîneur-adjoint : 

### Saison 2008-2009
Entraîneur : Sébastien Martin  France ; entraîneur-adjoint : Sébastien Aloro  France

### Saison 2007-2008
Entraîneur : Sébastien Martin  France
| Numéro | Nom                          | Taille | Nationalité        |
| 1      | Monica Moraru                | 1,84   | Roumanie           |
| 2      | Lucia Hatinová               | 1,90   | Slovaquie          |
| 3      | Milica Budimir               | 1,91   | Serbie             |
| 5      | Dušanka Karić                | 1,86   | Serbie             |
| 6      | Maria Cecilia Lazo del Risco | 1,78   | Espagne            |
| 7      | Kristyna Kolinova            | 1,84   | République tchèque |
| 9      | Pauline Soulard              | 1,82   | France             |
| 10     | Bénédicte Mauricette         | 1,81   | France             |
| 12     | Rebecca Rose Ngo Nkot        | 1,80   | Cameroun           |
| 13     | Ivana Sburova                | 1,76   | Slovaquie          |
| 14     | Amandine Mauricette          | 1,78   | France             |

### Saison 2006-2007
Entraîneur : Sébastien Martin  France
| Numéro | Nom                          | Taille | Nationalité |
| 1      | Monica Moraru                | 1,84   | Roumanie    |
| 2      | Lucia Hatinová               | 1,90   | Slovaquie   |
| 3      | Milica Budimir               | 1,91   | Serbie      |
| 4      | Nikolétta Koutouxídou        | 1,77   | Grèce       |
| 5      | Dušanka Karić                | 1,86   | Serbie      |
| 6      | Maria Cecilia Lazo del Risco | 1,78   | Espagne     |
| 8      | Katre Laanes                 | 1,86   | Estonie     |
| 9      | Pauline Soulard              | 1,82   | France      |
| 10     | Sabrina Frech                | 1,85   | Allemagne   |
| 12     | Rebecca Rose Ngo Nkot        | 1,80   | Cameroun    |

### Saison 2005-2006
Entraîneur : Sébastien Martin  France
| Numéro | Nom                          | Taille | Nationalité        |
| 2      | Jana Brejchova               | 1,93   | République tchèque |
| 3      | Andrea Sieglova              | 1,75   | République tchèque |
| 4      | Andrea Krupnikova            | 1,83   | République tchèque |
| 5      | Kim McConaha                 | 1,85   | États-Unis         |
| 6      | Maria Cecilia Lazo del Risco | 1,78   | Espagne            |
| 7      | Syndie Nadeau                | 1,85   | Canada             |
| 8      | Katre Laanes                 | 1,86   | Estonie            |
| 9      | Anna Rybaczewski             | 1,85   | France             |
| 10     | Jasmina Vugladic             | 1,79   | Slovénie           |
| 11     | Irina Polechtchouk           | 1,86   | France             |

## Joueuses célèbres
- Anna Rybaczewski
- Irina Polechtchouk
- Séverine Liénard
- Riikka Lehtonen
- Virginie Jouault

## Galerie

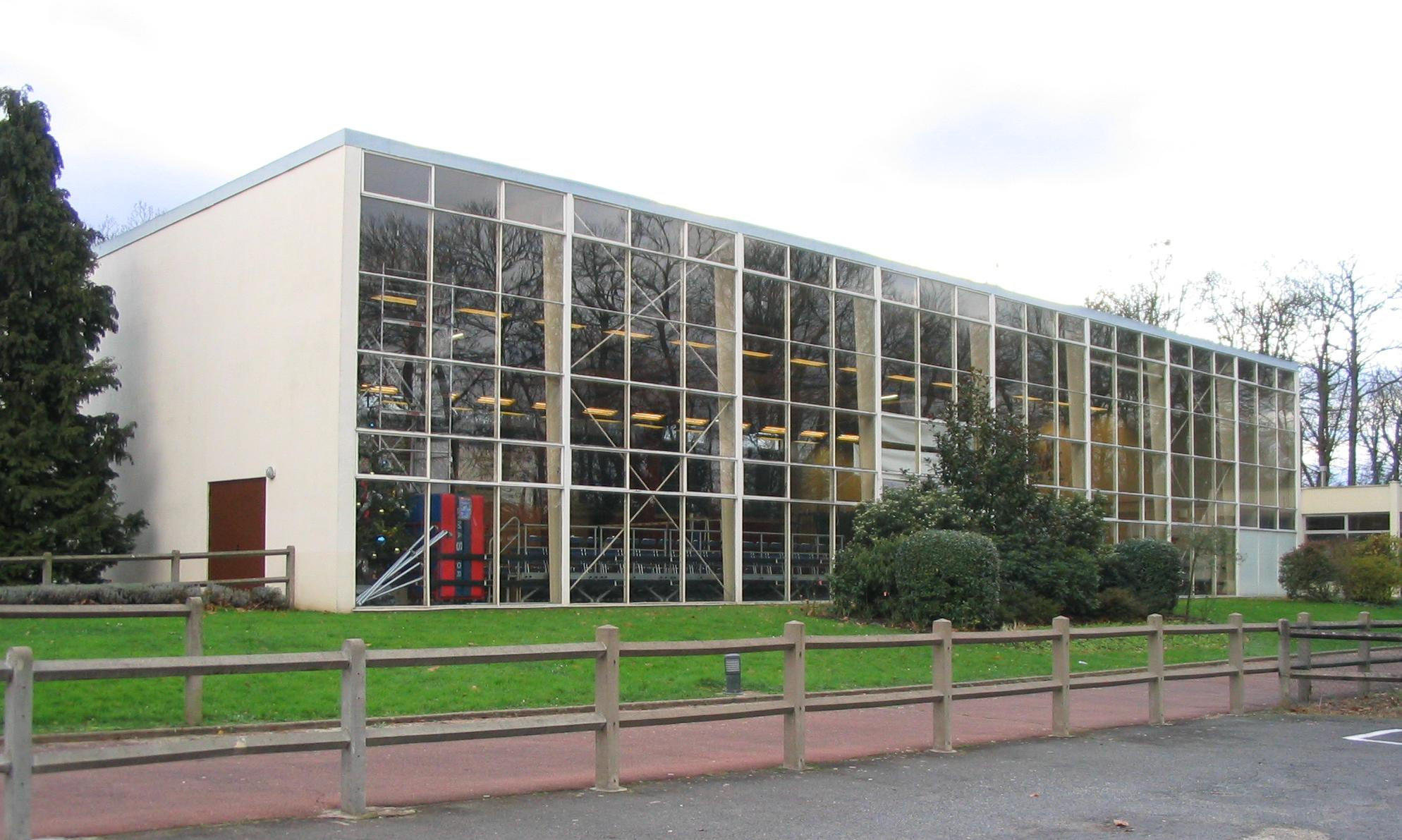
Le gymnase Tabourot où joue le club
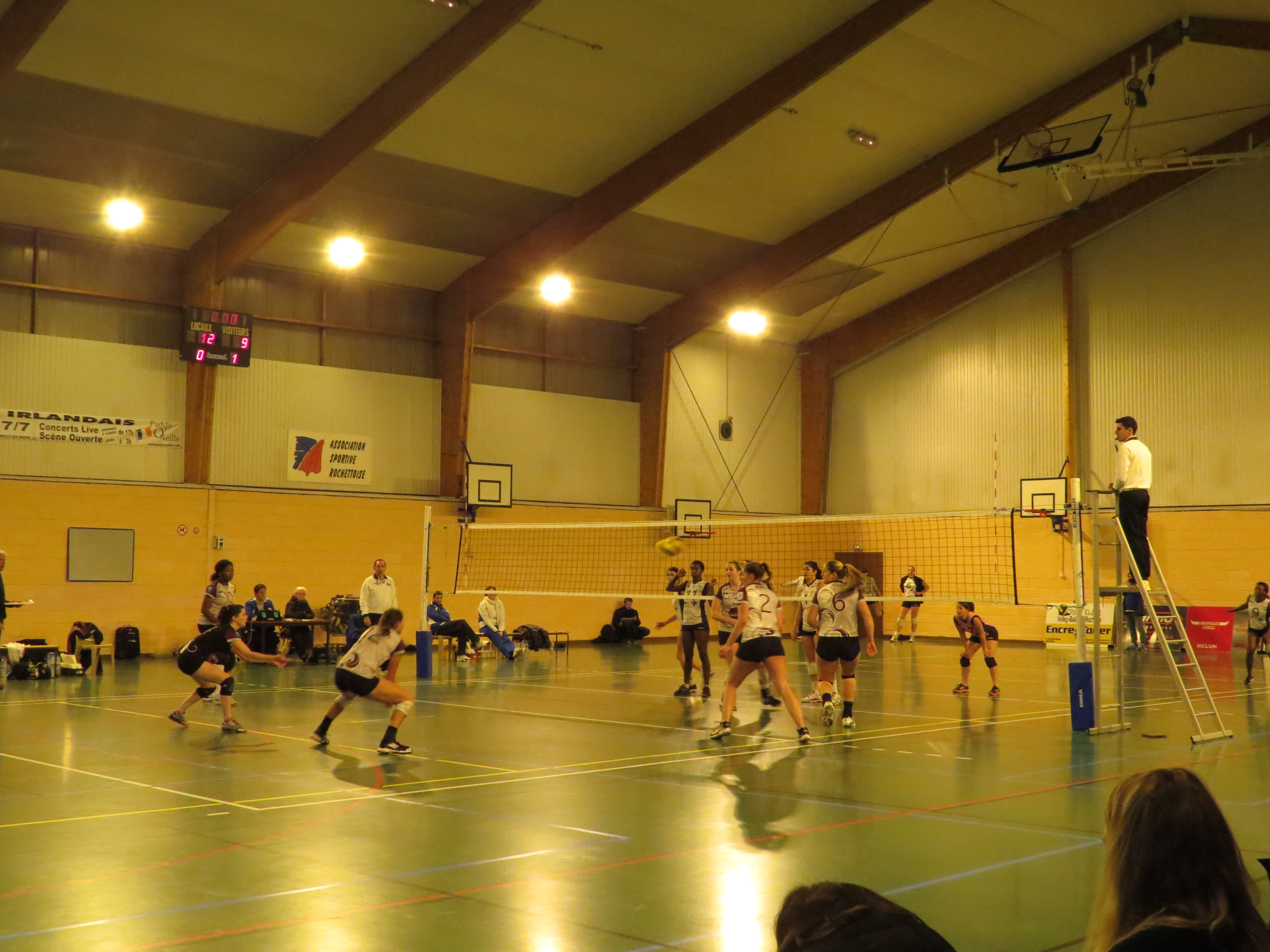
Match de Coupe de France Amateur face à Laon